# تیم ملی فوتبال زیر ۱۷ سال عراق
تیم ملی فوتبال زیر ۱۷ سال عراق یا تیم ملی فوتبال نوجوانان عراق نماینده فوتبال کشور عراق در مسابقات نوجوانان آسیا و بین‌المللی است که زیر نظر فدراسیون فوتبال عراق فعالیت میکند.

## آمار مسابقات

### جام جهانی فوتبال زیر ۱۷ سال
| ۱۹۸۵  | به مسابقات راه پیدا نکرد | به مسابقات راه پیدا نکرد | به مسابقات راه پیدا نکرد | به مسابقات راه پیدا نکرد | به مسابقات راه پیدا نکرد | به مسابقات راه پیدا نکرد | به مسابقات راه پیدا نکرد | به مسابقات راه پیدا نکرد | به مسابقات راه پیدا نکرد | به مسابقات راه پیدا نکرد | به مسابقات راه پیدا نکرد | به مسابقات راه پیدا نکرد | به مسابقات راه پیدا نکرد |
| ۱۹۸۷  | به مسابقات راه پیدا نکرد | به مسابقات راه پیدا نکرد | به مسابقات راه پیدا نکرد | به مسابقات راه پیدا نکرد | به مسابقات راه پیدا نکرد | به مسابقات راه پیدا نکرد | به مسابقات راه پیدا نکرد | به مسابقات راه پیدا نکرد | به مسابقات راه پیدا نکرد | به مسابقات راه پیدا نکرد | به مسابقات راه پیدا نکرد | به مسابقات راه پیدا نکرد | به مسابقات راه پیدا نکرد |
| ۱۹۸۹  | به مسابقات راه پیدا نکرد | به مسابقات راه پیدا نکرد | به مسابقات راه پیدا نکرد | به مسابقات راه پیدا نکرد | به مسابقات راه پیدا نکرد | به مسابقات راه پیدا نکرد | به مسابقات راه پیدا نکرد | به مسابقات راه پیدا نکرد | به مسابقات راه پیدا نکرد | به مسابقات راه پیدا نکرد | به مسابقات راه پیدا نکرد | به مسابقات راه پیدا نکرد | به مسابقات راه پیدا نکرد |
| ۱۹۹۱  | به مسابقات راه پیدا نکرد | به مسابقات راه پیدا نکرد | به مسابقات راه پیدا نکرد | به مسابقات راه پیدا نکرد | به مسابقات راه پیدا نکرد | به مسابقات راه پیدا نکرد | به مسابقات راه پیدا نکرد | به مسابقات راه پیدا نکرد | به مسابقات راه پیدا نکرد | به مسابقات راه پیدا نکرد | به مسابقات راه پیدا نکرد | به مسابقات راه پیدا نکرد | به مسابقات راه پیدا نکرد |
| ۱۹۹۳  | به مسابقات راه پیدا نکرد | به مسابقات راه پیدا نکرد | به مسابقات راه پیدا نکرد | به مسابقات راه پیدا نکرد | به مسابقات راه پیدا نکرد | به مسابقات راه پیدا نکرد | به مسابقات راه پیدا نکرد | به مسابقات راه پیدا نکرد | به مسابقات راه پیدا نکرد | به مسابقات راه پیدا نکرد | به مسابقات راه پیدا نکرد | به مسابقات راه پیدا نکرد | به مسابقات راه پیدا نکرد |
| ۱۹۹۵  | به مسابقات راه پیدا نکرد | به مسابقات راه پیدا نکرد | به مسابقات راه پیدا نکرد | به مسابقات راه پیدا نکرد | به مسابقات راه پیدا نکرد | به مسابقات راه پیدا نکرد | به مسابقات راه پیدا نکرد | به مسابقات راه پیدا نکرد | به مسابقات راه پیدا نکرد | به مسابقات راه پیدا نکرد | به مسابقات راه پیدا نکرد | به مسابقات راه پیدا نکرد | به مسابقات راه پیدا نکرد |
| ۱۹۹۷  | به مسابقات راه پیدا نکرد | به مسابقات راه پیدا نکرد | به مسابقات راه پیدا نکرد | به مسابقات راه پیدا نکرد | به مسابقات راه پیدا نکرد | به مسابقات راه پیدا نکرد | به مسابقات راه پیدا نکرد | به مسابقات راه پیدا نکرد | به مسابقات راه پیدا نکرد | به مسابقات راه پیدا نکرد | به مسابقات راه پیدا نکرد | به مسابقات راه پیدا نکرد | به مسابقات راه پیدا نکرد |
| ۱۹۹۹  | به مسابقات راه پیدا نکرد | به مسابقات راه پیدا نکرد | به مسابقات راه پیدا نکرد | به مسابقات راه پیدا نکرد | به مسابقات راه پیدا نکرد | به مسابقات راه پیدا نکرد | به مسابقات راه پیدا نکرد | به مسابقات راه پیدا نکرد | به مسابقات راه پیدا نکرد | به مسابقات راه پیدا نکرد | به مسابقات راه پیدا نکرد | به مسابقات راه پیدا نکرد | به مسابقات راه پیدا نکرد |
| ۲۰۰۱  | به مسابقات راه پیدا نکرد | به مسابقات راه پیدا نکرد | به مسابقات راه پیدا نکرد | به مسابقات راه پیدا نکرد | به مسابقات راه پیدا نکرد | به مسابقات راه پیدا نکرد | به مسابقات راه پیدا نکرد | به مسابقات راه پیدا نکرد | به مسابقات راه پیدا نکرد | به مسابقات راه پیدا نکرد | به مسابقات راه پیدا نکرد | به مسابقات راه پیدا نکرد | به مسابقات راه پیدا نکرد |
| ۲۰۰۳  | به مسابقات راه پیدا نکرد | به مسابقات راه پیدا نکرد | به مسابقات راه پیدا نکرد | به مسابقات راه پیدا نکرد | به مسابقات راه پیدا نکرد | به مسابقات راه پیدا نکرد | به مسابقات راه پیدا نکرد | به مسابقات راه پیدا نکرد | به مسابقات راه پیدا نکرد | به مسابقات راه پیدا نکرد | به مسابقات راه پیدا نکرد | به مسابقات راه پیدا نکرد | به مسابقات راه پیدا نکرد |
| ۲۰۰۵  | به مسابقات راه پیدا نکرد | به مسابقات راه پیدا نکرد | به مسابقات راه پیدا نکرد | به مسابقات راه پیدا نکرد | به مسابقات راه پیدا نکرد | به مسابقات راه پیدا نکرد | به مسابقات راه پیدا نکرد | به مسابقات راه پیدا نکرد | به مسابقات راه پیدا نکرد | به مسابقات راه پیدا نکرد | به مسابقات راه پیدا نکرد | به مسابقات راه پیدا نکرد | به مسابقات راه پیدا نکرد |
| ۲۰۰۷  | به مسابقات راه پیدا نکرد | به مسابقات راه پیدا نکرد | به مسابقات راه پیدا نکرد | به مسابقات راه پیدا نکرد | به مسابقات راه پیدا نکرد | به مسابقات راه پیدا نکرد | به مسابقات راه پیدا نکرد | به مسابقات راه پیدا نکرد | به مسابقات راه پیدا نکرد | به مسابقات راه پیدا نکرد | به مسابقات راه پیدا نکرد | به مسابقات راه پیدا نکرد | به مسابقات راه پیدا نکرد |
| ۲۰۰۹  | به مسابقات راه پیدا نکرد | به مسابقات راه پیدا نکرد | به مسابقات راه پیدا نکرد | به مسابقات راه پیدا نکرد | به مسابقات راه پیدا نکرد | به مسابقات راه پیدا نکرد | به مسابقات راه پیدا نکرد | به مسابقات راه پیدا نکرد | به مسابقات راه پیدا نکرد | به مسابقات راه پیدا نکرد | به مسابقات راه پیدا نکرد | به مسابقات راه پیدا نکرد | به مسابقات راه پیدا نکرد |
| ۲۰۱۱  | به مسابقات راه پیدا نکرد | به مسابقات راه پیدا نکرد | به مسابقات راه پیدا نکرد | به مسابقات راه پیدا نکرد | به مسابقات راه پیدا نکرد | به مسابقات راه پیدا نکرد | به مسابقات راه پیدا نکرد | به مسابقات راه پیدا نکرد | به مسابقات راه پیدا نکرد | به مسابقات راه پیدا نکرد | به مسابقات راه پیدا نکرد | به مسابقات راه پیدا نکرد | به مسابقات راه پیدا نکرد |
| ۲۰۱۳  | مرحله گروهی              | ۳                        | ۰                        | ۰                        | ۳                        | ۲                        | ۱۲                       |                          |                          |                          |                          |                          |                          |
| ۲۰۱۵  | به مسابقات راه پیدا نکرد | به مسابقات راه پیدا نکرد | به مسابقات راه پیدا نکرد | به مسابقات راه پیدا نکرد | به مسابقات راه پیدا نکرد | به مسابقات راه پیدا نکرد | به مسابقات راه پیدا نکرد | به مسابقات راه پیدا نکرد | به مسابقات راه پیدا نکرد | به مسابقات راه پیدا نکرد | به مسابقات راه پیدا نکرد | به مسابقات راه پیدا نکرد | به مسابقات راه پیدا نکرد |
| ۲۰۱۷  | یک هشتم نهایی            | ۴                        | ۱                        | ۱                        | ۲                        | ۵                        | ۱۰                       |                          |                          |                          |                          |                          |                          |
| مجموع | یک هشتم نهایی            | ۷                        | ۱                        | ۱                        | ۵                        | ۷                        | ۲۲                       |                          |                          |                          |                          |                          |                          |